# Estación Sayago
La Estación Sayago es una estación de ferrocarriles de la ciudad de Montevideo, la misma se encuentra ubicada el barrio Sayago.  
Dicha estación se encuentra inoperativa desde 2019, a consecuencias de las obras del Ferrocarril Central.

## Historia
La primitiva estación fue  inaugurada el 1° de enero de 1869 y se ubicó entre las estaciones Bella Vista y Las Piedras. Las estaciones intermedias llevaron inicialmente las denominaciones de Miguelete, Yatay , Gómez  y Sayago – a 8 km. La estación se sitúo en una finca arrendada en 1868 a la Sociedad de Fomento Porvenir, y con el paso del tiempo, el barrio fue se desarrollando y expandiéndose alrededor de la estación.
La primigenia estación de ferrocarriles, no era más que una casilla donde se realizaba el empalme de los trenes a Minas y Nico Pérez. Hacia 1889 el tranvía de tracción a sangre  llegaba solo a los caminos de Castro y Millán y luego a Millán y Raffo, esta situación creaba problemas de acceso para los vecinos de Sayago, Peñarol, Colón, Pueblo Ferrocarril, Villa Colón, La Tablada y Peñarol Viejo. Además, los caminos de los aledaños a Sayago eran simples y llenos de pozos y zanjas que obligaban en días de lluvia a efectuar largos rodeos. Un carruaje propiedad de los hermanos Luis y Antonio Moro, era el único medio de transporte. Llevaba los pasajeros a Colón por $0,10 y hasta Villa Colón por $0,20. Especialmente los días de partidos de fútbol, se fijaba una parada en Sayago al campo de deportes en Peñarol Viejo del Club Atlético Peñarol.
Cercano a la Estación Sayago se encuentra el empalme de las vías de ferrocarril que se dirigen hacia el norte y el litoral oeste del Uruguay y las que van hacia la zona este y noroeste. Un tramo de la vía une las dos líneas y permite unir las líneas del noroeste y este con las del litoral y norte. La Administración de Ferrocarriles suele utilizar como depósito de materiales para la reparación de las vías las instalaciones del triángulo Sayago.

## Vías y conexiones
| Línea                      | Trenes         | Origen  | Destino      | Estado   |
| -------------------------- | -------------- | ------- | ------------ | -------- |
| Montevideo - Progreso      | Metropolitanos | Central | Progreso     | Inactiva |
| Montevideo - Empalme Olmos | Metropolitanos | Central | Sudriers     | Inactiva |
| Montevideo - 25 de Agosto  | -              | Central | 25 de Agosto | Inactiva |